# Ala ad-Din Muhammed II
Ala ad-Din Muhammed II, född 1169, död 1220, var härskare av Khwarezm 1200-1220, åren innan Djingis Khan erövrade riket. 
Genom att sluta ett förbund med Kuchlug, som senare kom att bli härskare av Kara Kitaj, så skapade han lugn för sitt rike i öster och därmed kunde han expandera sitt rike i andra riktningar. Han störtades genom den mongoliska invasionen 1219 och flydde följande år till dagens Iran och tog tillflykt på en mindre ö i södra Kaspiska havet där han avled i lunginflammation. Hans son, Jalal ad-Din, överlevde och skonades av mongolerna för att 1221 leda en resning i dagens Afghanistan där han tillfogade det ännu gryende Mongolväldet dess första nederlag i slaget vid Parvan.